# Maria Escalas i Bernat
Maria Escalas i Bernat   (Palma, 12 de novembre de 1969) és una escriptora i música mallorquina, amb obra en català. Combina la faceta creativa amb l'ensenyament d'escriptura, clubs de lectura, lectora editorial i acompanyaments literaris.

## Biografia
Nascuda a Palma però molt vinculada familiarment a Campos, de ben petita es trasllada a Mataró. Comença els estudis de piano en aquesta ciutat per més endavant acabar al Conservatori de Badalona, on també comença els estudis d'oboè. Acaba els estudis superiors d'oboè al Conservatori Superior de Barcelona. Actualment també és membre del Cor Ciutat de Mataró i del Cor Valldonzella.
Gràcies a la seva passió per l'escriptura, el 2006 comença un bloc a internet, Idò, on narra les seves experiències vitals. Després de 15 anys, el bloc continua viu i actualitzat. També manté el bloc Erato i Euterpe, de música i poesia. El 2011 l'editorial CPL decideix publicar un recull d'articles del bloc amb el títol Súper-vivències quotidianes, que també tradueix al castellà. El 2009 comença els estudis de narrativa a l'escola d'escriptura de l'Ateneu Barcelonès, on després de cursar l'itinerari de novel·la escriu la seva primera gran obra de ficció: Abans que el teu record torni cendra, publicada a Ara Llibres, col·lecció Amsterdam (2016). Posteriorment escriu Sara i els silencis (Ara Llibres - col·lecció Amsterdam 2018) i Estimada Mirta (Editorial Amsterdam - 2021).
Actualment fa ressenya de llibres infantils i juvenils a la revista Foc Nou. Escriu per a diverses publicacions, fa acompanyaments a processos creatius/literaris, clubs de lectura i tallers d'escriptura creativa en línia i presencials. Col·labora amb la revista cultural digital Catorze.

## Llibres publicats
- 2005 - Concurs de relats breus de dones "Paraules d'Adriana": Recull de treballs guanyadors 2002-2005[3]
- 2011 - Súper-vivències quotidianes / Super-vivencias cotidianas[4]
- 2016 - Abans que el teu record torni cendra[5]
- 2018 - Sara i els silencis[6]
- 2021 - Estimada Mirta
- 2024 - Matilde E. Editorial La Campana - ISBN 9788419836342

### Traduccions de la seva obra
- 2006 - Super-vivencias cotidianas[7]

## Premis i reconeixements
- 2005 - 6è Concurs de relats breus de dones "Paraules d'Adriana" que organitza el Centre d'Informació i Orientació de la Dona (CIOD) de l'Ajuntament de Sant Adrià de Besòs, pel relat Èxitu[8]
- 2007 - accèssit al concurs de contes de El Tot Mataró i Maresme[9]
- 2015 - finalista de la 35 edició del Premi BBVA Sant Joan de narrativa, amb la novel·la Abans que el teu record torni cendra[10]
- 2016 - Llança de Sant Jordi amb l'obra Abans que el teu record torni cendra, concurs organitzat per Òmnium Cultural i l'Associació d'Editors en Llengua Catalana, a la categoria de Ficció[11]
- 2023 - Premi Llorenç Villalonga de Novel·la per Matilde E.[12]